# شریف فایض
محمد شریف فایز (١٩۴۶-٨ فوریه ٢۰١٩)، روشنفکر و دانشگاهی افغانستانی بود که از ٢٢ دسامبر ٢۰۰١ تا ٢۰۰٧ به عنوان وزیر تحصیلات عالی کشور خدمت کرد. وی چندین کتاب انگلیسی و فارسی نوشته است.
فایز در سال ١٩۴۶ در ولایت هرات افغانستان متولد شد. در سال ١٩٨٧ وی دکترای خود را در ادبیات انگلیسی از دانشگاه آریزونا دریافت کرد. او بیشتر زندگی خود را به دلیل جنگهای داخلی افغانستان در ایالات متحده گذراند.
پس از برکناری طالبان، فایض به افغانستان بازگشت و در جریان کنفرانس بن در آلمان در دسامبر ٢۰۰١ به عنوان وزیر تحصیلات عالی این کشور انتخاب شد. وی بعداً دانشگاه آمریکایی افغانستان را تأسیس کرد. او از سال ٢۰۰۴ تا ٢۰۰۶ به عنوان رئیس دانشگاه آمریکایی افغانستان در دو سال اول آن فعالیت کرد.
در ١٨ فوریه ٢۰١٩ او در اثر یک حمله قلبی به عمر ٧٣ سالگی درگذشت.